# 斉藤瑞季
斉藤 瑞季（さいとう みずき、1995年9月13日 - ）は、日本の俳優。

## 人物
- 日本大学芸術学部映画学科演技コースの卒業生で、ミス日芸コンテスト2017グランプリ受賞[1][2]。
- 特技は歌・ダンス、趣味はギター・ピアノ・映画鑑賞[3]。

## 出演

### 舞台
- 蜷川幸雄演出「新・近松心中物語～それは恋～」- 道中禿 役（2004年3月 - 4月）
- ミュージカル「美少女戦士セーラームーン」 - フック 役
  - ミュージカル「美少女戦士セーラームーン 新かぐや姫伝説」（2004年7月）
  - ミュージカル「美少女戦士セーラームーン 新かぐや姫伝説 改訂版」（2005年1月）
- 丸美屋食品ミュージカル「アニー」（2006年） - テシー 役
- 劇団山本屋～CUWT project vol.0～「風を切れ」（2018年7月） - ライム 役
- SQUARE ENIX「SaGa THE STAGE ～七英雄の帰還～」（2018年9月 - 10月） - リアルクイーン 役[4]
- NAOYA PRODUCE「歪な日常」（2019年6月）
- 舞台「血界戦線」 - ミシェーラ・ウォッチ 役
  - 舞台「血界戦線」（2019年11月）
  - 舞台「血界戦線」Blitz Along Alone（2021年10月 - 11月）※声のみの出演
- 舞台「イケメン戦国 THE STAGE 明智光秀編」（2020年9月） - 水崎舞 役[5]
- 舞台『七つの大罪The Stage-裏切りの聖騎士長-』（2020年6月） - マーガレット 役　※公演中止
- 舞台「知り難きこと陰の如く、動くこと雷霆の如し。」（2020年12月） - 陪審員10号 役[6]
- 100 seasons AND ENDLESS「swallow period」（2021年5月）※公演中止
- 饗宴「+GOLD FISH」（2021年6月） - シンシア 役
- 舞台「プレイタの傷」 （2021年11月） - 由岐アズサ 役[7]
- 歌劇『桜蘭高校ホスト部』 - 宝積寺れんげ 役
  - 歌劇『桜蘭高校ホスト部』（2022年1月）[8]
  - 歌劇『桜蘭高校ホスト部』ƒ（2022年12月）[9][10]
  - 歌劇『桜蘭高校ホスト部』Fine（2023年12月）[11]
- 舞台『鋼の錬金術師』（2023年3月） - グレイシア・ヒューズ 役[12]
- LIVE STAGE『ぼっち・ざ・ろっく！』（2023年8月） - 後藤美智代 役 他[13]
- DisGOONie Presents Vol.13 舞台『Go back to Goon Docks』「桜の森の満開の下」（2024年1月） - ナツメ 役
- 饗宴「slow」（2024年3月） - 山本由紀子 役
- 舞台「アサルトリリィ・新章」サングリーズル編『花々の黄昏』／大島近海ネスト調査隊編『玲瓏たる深潭』（2024年5月） - 真島百由 役
- LIVE STAGE『ぼっち・ざ・ろっく！2024 Part1 STARRY／Part2 秀華祭』（2024年9月） - 清水イライザ 役、後藤美智代 役 他
- 舞台「アサルトリリィ・シュツルム」～サングリーズル編～（2025年4月） - 真島百由 役[14]
- ミュージカル『薄桜鬼 真改』 藤堂平助 篇（2025年6月） - 千姫 役[15]
- 舞台『ヘブンバーンズレッド』（2025年10月 - 11月〈予定〉） - 山脇・ボン・イヴァール 役[16]
- ミュージカル『薄桜鬼』HAKU-MYU LIVE 4（2025年12月） - 千姫 役[17]

### 映画
- 「幸福の鐘」（2003年）
- 「FILAMENT」（2017年） - しずか 役　※短編
- Netflix「浅草キッド」（2021年） - プレゼンター 役

### ドラマ
- 「ぶどうの木」（フジテレビ、2003年） - みどり 役
- 火曜サスペンス劇場「軽井沢ミステリー4 娘よ」（日本テレビ、2003年） - 古沢くるみ（少女時代） 役
- 木曜ミステリー「おみやさん2」#5（テレビ朝日、2003年） - 竹村藍那 役
- 「よい子の味方」（日本テレビ、2003年）
- 月曜ミステリー劇場「宗像教授伝奇考3」（TBS、2007年） - 宗像真奈美 役
- 月曜ドラマスペシャル「秘密」（TBS） - えり子（少女時代） 役
- 日曜劇場「集団左遷!!」（TBS、2019年） - レギュラー銀行員 役
- 「SUITS season2」第14話（フジテレビ、2020年9月） - 臨時アソシエイト 役
- 連続テレビ小説「エール」（NHK、2020年11月） - 看護師 役
- 星新一の不思議な不思議な短編ドラマ 「ものぐさ太郎」（2022年6月、NHK BS4K・BSプレミアム）

### その他テレビ
- 全力坂（テレビ朝日）
  - 幽霊坂 （2020年8月10日）
  - 与楽寺坂 （2020年8月27日）